# سلولز

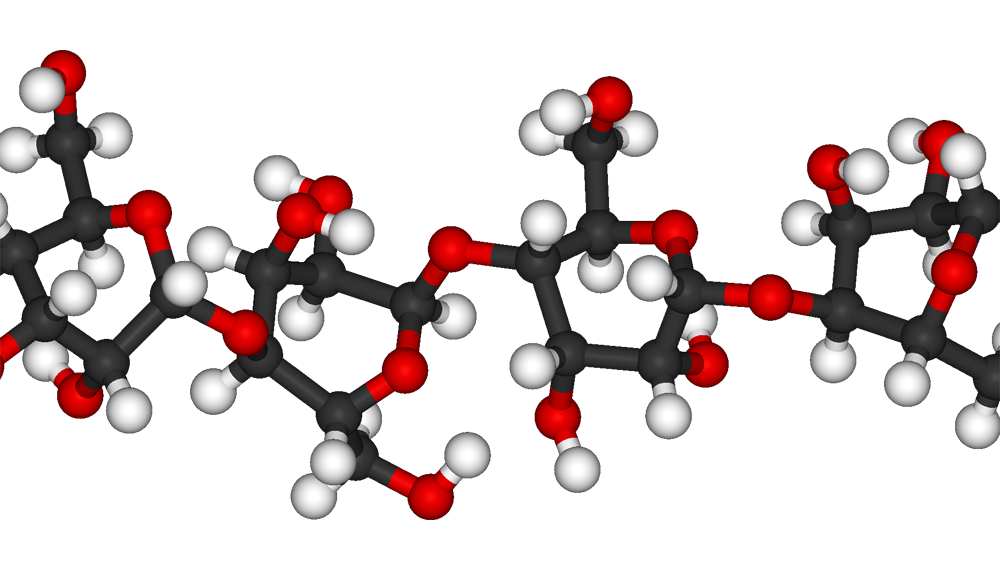
نمایش سه‌بعدی مولکول سلولز

سِلولُز (به انگلیسی: Cellulose) یک مادهٔ طبیعی است که دیوارهٔ سلولی بیشتر گیاهان را می‌سازد و باعث استحکام و شکل‌گیری آن‌ها می‌شود. این ترکیب از زنجیره‌های بلند مولکول‌های گلوکز ساخته شده که مثل رشته‌های محکم در کنار هم قرار می‌گیرند و اسکلت گیاه را تشکیل می‌دهند. وجود سلولز به گیاهان کمک می‌کند صاف بایستند، در برابر فشار مقاوم باشند و از آسیب دیدن سلول‌ها جلوگیری شود. برای ما انسان‌ها، سلولز منبع اصلی تولید کاغذ، پارچه‌های پنبه‌ای و حتی بعضی مواد صنعتی است. دستگاه گوارش انسان نمی‌تواند سلولز را تجزیه کند، اما فیبر آن برای سلامت روده‌ها بسیار مهم است و به گواردن بهتر غذا کمک می‌کند.
سلولز یک ترکیب آلی با فرمول شیمیایی (C
۶H
۱۰O
۵)
n است. این ترکیب، یک پلی‌ساکارید متشکل از یک زنجیرهٔ خطی شامل صدها تا هزاران واحد دی-گلوکز است که با پیوند گلیکوزیدی به یکدیگر متصل هستند. سلولز یک جزء ساختاری مهم دیواره سلولی اولیهٔ گیاهان سبز، بسیاری از اشکال جلبک‌ها و آب‌کپک‌ها است. برخی از گونه‌های باکتری نیز سلولز را به‌منظور تشکیل بیوفیلم، ترشح می‌کنند. سلولز، فراوان‌ترین زیست بسپار روی زمین است. محتوای سلولز در پنبه، حدود ۹۰ درصد، در چوب بین ۴۰ تا ۵۰ درصد و در کنف خشک‌شده تقریباً ۵۷ درصد است.
سلولز عمدتاً برای تولید مقوا و کاغذ استفاده می‌شود. این ماده همچنین به طیف گسترده‌ای از محصولاتی چون سلفون و ابریشم مصنوعی تبدیل می‌شود. تولید و عرضهٔ زیست‌سوخت‌هایی مانند اتانول سلولزی از سلولز به‌عنوان یک منبع سوخت تجدیدپذیر در حال توسعه است. سلولز برای مصارف صنعتی عمدتاً از خمیر کاغذ و پنبه با انجام یک سری از فرایندها، به‌دست می‌آید.
دستگاه گوارش انسان، قادر به هضم سلولز نیست، بنابراین باکتری‌های موجود در دستگاه گوارش واقع در روده بزرگ سلولز را به گلوکز تبدیل کرده و مصرف می‌کنند. برخی جانوران مثل نشخوارکننده‌ها و موریانه‌ها می‌توانند سلولز را به کمک میکروارگانیسم‌هایی چون تاژک‌پری‌ها که به‌صورت همزیست، در دستگاه گوارش آن‌ها زندگی می‌کنند، هضم کنند. این میکروارگانیسم‌ها با آزادکردن آنزیمهایی، سلولز را هضم می‌کنند.
در تغذیه انسان، سلولز یک ترکیب غیرقابل هضم و یک فیبر غذایی نامحلول است که به‌عنوان یک عامل افزایش حجم آب‌دوست در مدفوع عمل می‌کند و به‌طور بالقوه به دفع مدفوع و جلوگیری از یبوست، کمک می‌کند.

## تاریخچه
سلولز در سال ۱۸۳۸ توسط شیمی‌دان فرانسوی آنسلم پین کشف شد که آن را از مواد گیاهی جدا کرد و فرمول شیمیایی آن را تعیین کرد. سلولز برای تولید نخستین پلیمر ترموپلاستیک موفق، سلولوئید، توسط شرکت تولیدی‌هایت در سال ۱۸۷۰ استفاده شد. تولید ابریشم مصنوعی از سلولز در دههٔ ۱۸۹۰ آغاز شد و سلفون در سال ۱۹۱۲ اختراع شد. هرمان اشتاودینگر، ساختار پلیمری سلولز را در سال ۱۹۲۰ تعیین کرد. این ترکیب برای نخستین بار در سال ۱۹۹۲ توسط کوبایاشی و شدا (بدون استفاده از آنزیم‌های بیولوژیکی) به‌صورت شیمیایی سنتز شد.

آرایش سلولز و سایر پلی‌ساکاریدها در دیواره سلولی گیاهی.

## ویژگی‌ها

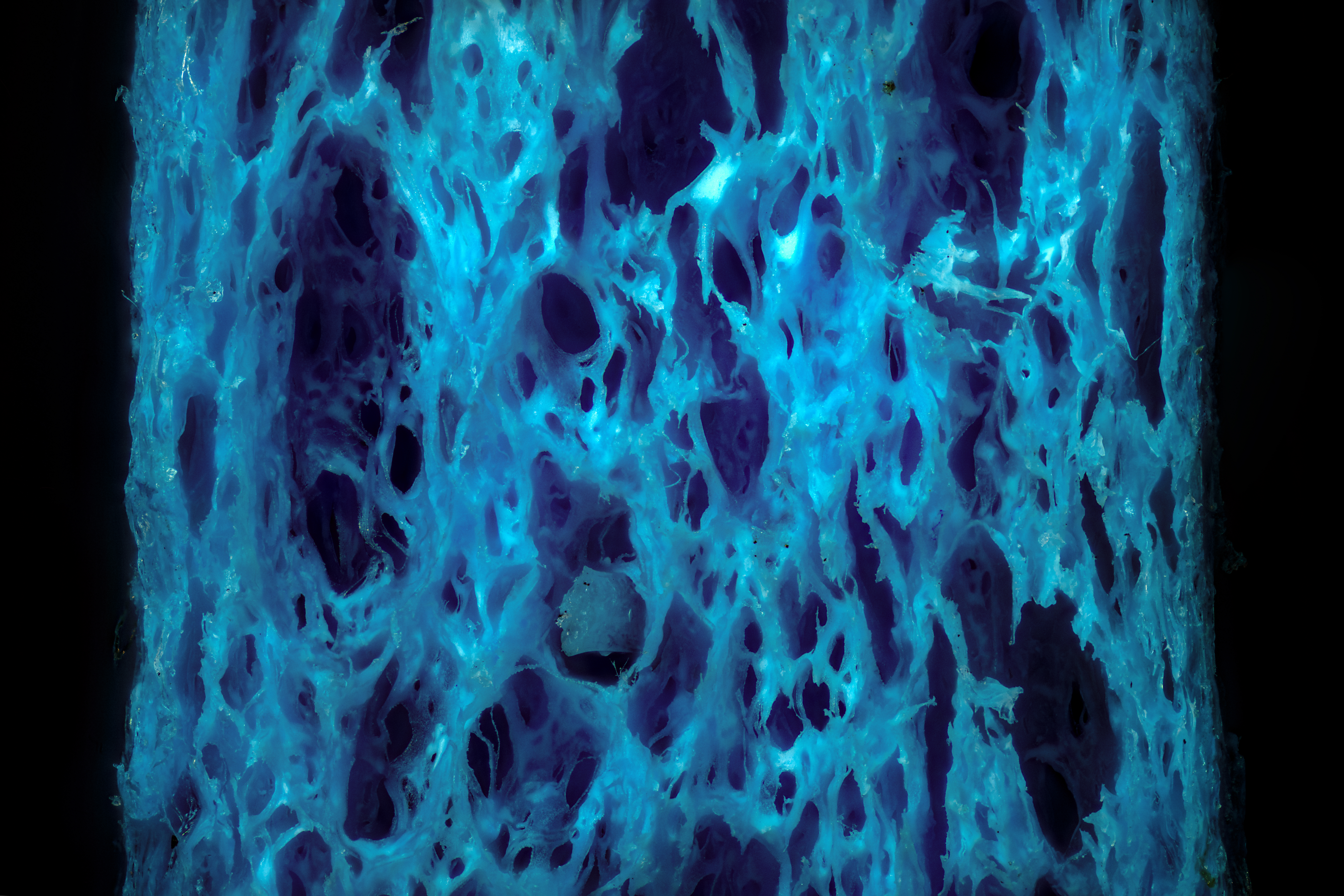
تصویر میکروسکوپی سلولز

سلولز طعم ندارد، بی‌بو و آب‌دوست با زاویه تماس ۲۰ تا ۳۰ درجه است. این ماده در آب و اکثر حلال‌های آلی نامحلول بوده و کایرال و زیست‌تخریب‌پذیر است. در پژوهشی در سال ۲۰۱۶، نشان داده شد که سلولز، در ۴۶۷ درجهٔ سانتی‌گراد، ذوب می‌شود. سلولز را می‌توان با استفاده از اسیدهای معدنی غلیظ در دمای بالا به زیرواحدهای گلوکز تجزیه کرد.
هر ۵ مولکول سلوبیوز با آرایش فضایی مکعبی، شکل، بلور سلولز را به وجود می‌آورند و از مجموعه بلورهای سلولز، رشته ابتدایی یا میسل سلولز تشکیل می‌شود. مجموعه میسل‌ها، میکروفیبریل سلولزی را به وجود می‌آورند که قطری حدود ۲۵ نانومتر دارد. از مجموع حدود ۲۰ میکروفیبریل، ماکروفیبریل سلولزی تشکیل می‌شود.

### ابعاد
سلولز از واحدهایی با قطر ۳۵ آنگستروم تشکیل شده که آن‌ها را رشته‌های ابتدایی می‌نامند. این قطر اغلب درست است اما حتمی نیست؛ مثلاً در برخی نمونه‌ها مثل سلولز جلبک والونی ۳۰۰ آنگستروم و در ترکیبات موسیلاژی برخی میوه‌ها تنها ۱ آنگستروم است. به این ترتیب تصور حالت همگن برای رشته‌های ابتدایی سلولز، کنار گذاشته شد و اشکال مختلف (استوانه‌ای - منشوری با قاعده مربعی - روبان کم و بیش پهن) منظور گردید.
دو عامل در محدودیت ابعاد این واحدها دخالت دارد: یکی همی‌سلولزها که همانند پوششی، رشد جانبی رشته‌های سلولزی را محدود می‌کنند و دیگری آرایش یا سازمان‌یافتگی حاصل از مجموعه سلولز سنتتازی (آنزیم تولیدکننده سلولز) غشای سلولی که رشته‌های اولیهٔ سلولزی را می‌سازد. سلولز در برابر تیمارهای آنزیمی و شیمیایی پلیمریزاسیون مولکول‌های پیش‌ساز سلولز تشکیل می‌شود. پس از تشکیل مولکول‌های سلولز، تجمع آن‌ها به صورت بلورهای سلولز و رسیدن به حد میکروفیبرل‌ها و ماکروفیبریل‌های سلولزی بر پایهٔ پدیدهٔ خودآرایی با برقراری پیوندهای هیدروژنی بین‌مولکولی است. این تجمع، نیاز به آنزیم ندارد.

### فرم‌های سلولز
به سه نوع دسته‌بندی شده‌اند:
- α - سلولز: این فرم از سلولز در محلول ۱۷٫۵ درصد از هیدروکسید سدیم در ۲۰ درجه سانتی‌گراد حل نمی‌شود.
- β - سلولز: β - سلولز در این محلول، حل شده اما به محض اسیدی کردن محلول ته‌نشین می‌شود.
- γ - سلولز: در محلول ۱۷٫۵ درصد هیدروکسید سدیم حل می‌شود اما با اسیدی شدن محلول ته‌نشین نمی‌شود.

## تجزیهٔ سلولز
تجزیهٔ سلولز، به‌وسیلهٔ سلولازها انجام می‌شود. سلولازها را به دو گروه اگزوسلولازها و آندوسلولازها تقسیم‌بندی می‌کنند. اگزوسلولازها قدرت عمل بیشتری دارند و بر انواع مختلف سلولز چه سلولز بلوری و چه سلولز غیربلوری که در نتیجهٔ آسیب یا تخریب بخش‌های سلولزی بلوری ایجاد می‌شود اثر می‌کنند و در مرحلهٔ اول عمل خود، موجب گسستن پیوندهای بین‌مولکولی می‌شوند. آندوسلولازها بر محصول عمل اگزوسلولازها اثر می‌کنند و موجب گسستن پیوندهای درون‌مولکولی می‌گردند؛ بنابراین سلولازها اشتراک یا تعاون عمل دارند.

## کاربردها

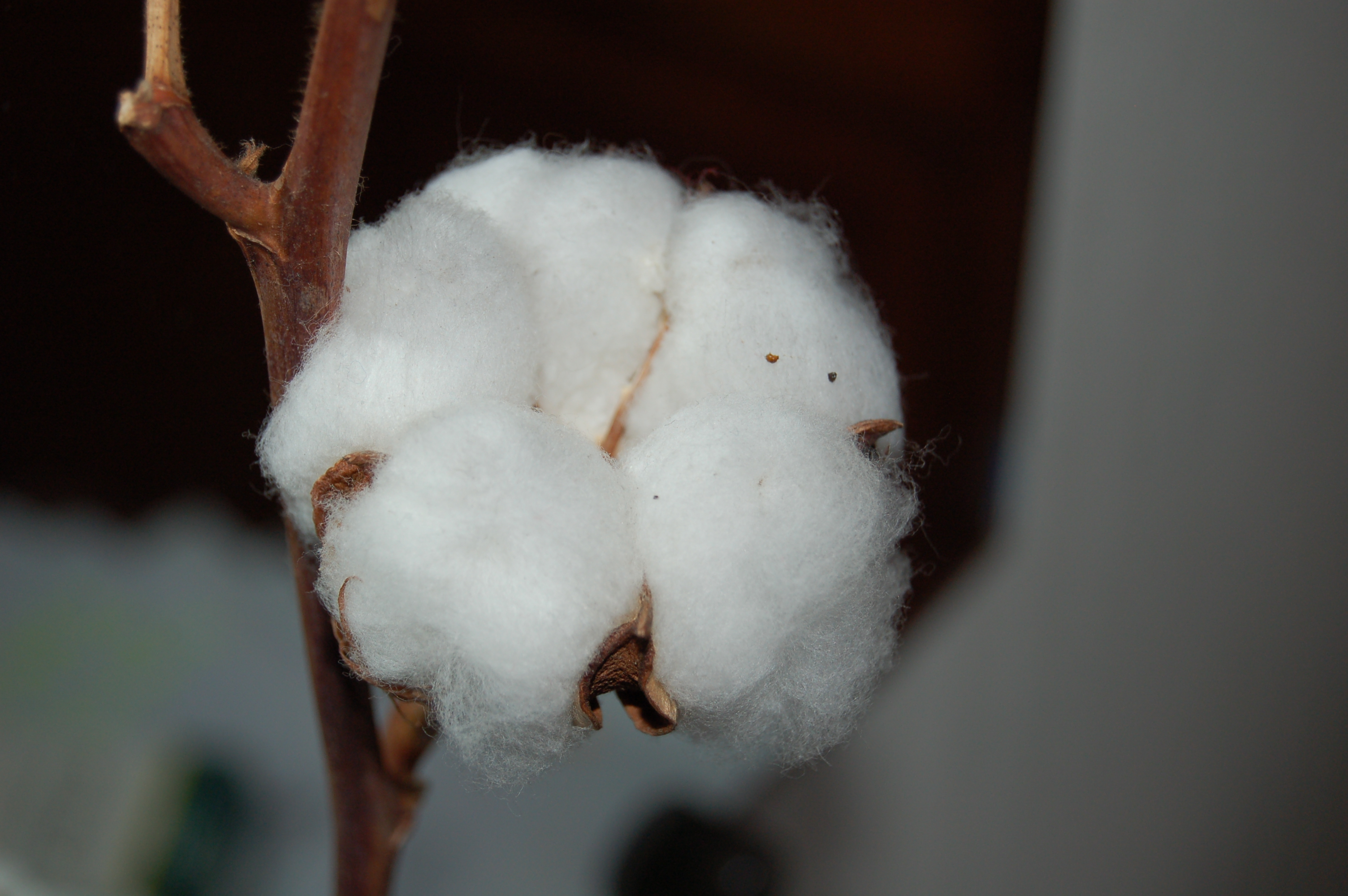
پنبه، با بیش از ۹۰ درصد محتوای سلولز، خالص‌ترین منبع طبیعی این پلی‌ساکارید است.

سلولز برای مصارف صنعتی عمدتاً از خمیر چوب و از پنبه به‌دست می‌آید.
- محصولات کاغذی: سلولز، مادهٔ اصلی تشکیل‌دهندهٔ کاغذ و مقوا است. سلولز همچنین در تولید کاغذهای عایق الکتریکی مورد استفاده است و در اَشکال مختلف در ترانسفورماتورها، کابل‌ها و سایر تجهیزات الکتریکی به‌عنوان عایق الکتریکی مورد استفاده است.[۲۰]
- الیاف: سلولز عنصر اصلی در تولید منسوجات است. این ماده در پنبه، نایلون، ابریشم مصنوعی، سلفون و سایر الیاف گیاهی، موجود است.
- محصولات مصرفی: سلولز میکروکریستالی (E460i) و سلولز پودری (E460ii) به‌عنوان پرکننده‌های غیرفعال در قرص‌ها استفاده می‌شوند.[۲۱] و طیف گسترده‌ای از مشتقات سلولز محلول، شماره E461 تا E469، به‌عنوان امولسیفایر، غلیظ‌کننده‌ها و تثبیت‌کننده‌های مواد غذایی استفاده می‌شوند. به‌عنوان مثال، پودر سلولز در پنیرهای فرآوری‌شده در داخل بسته استفاده می‌شود. سلولز به‌طور طبیعی در برخی از غذاها وجود دارد و یک افزودنی در غذاهای تولیدی است، که به یک جزء غیرقابل هضم برای ایجاد بافت و حجم مناسب محصول، کمک می‌کند و به‌طور بالقوه نیز به اجابت مزاج کمک می‌کند.[۲۲]
- مصالح ساختمانی: پیوند هیدروکسیل سلولز در آب، ماده‌ای قابل پاشیدن و قالب‌گیری را به‌عنوان جایگزینی برای استفاده از پلاستیک و رزین تولید می‌کند. این مادهٔ قابل بازیافت را می‌توان در برابر آب و آتش مقاوم کرد که استحکام کافی برای استفاده به‌عنوان مصالح ساختمانی را فراهم می‌کند.[۲۳] عایق سلولزی ساخته‌شده از کاغذهای بازیافتی به‌عنوان یک ماده ارجح از نظر زیست‌محیطی برای عایق‌بندی ساختمان مورد توجه قرار گرفته‌است. این ماده را می‌توان با استفاده از بوریک اسید، در برابر آتش، مقاوم کرد.
- سایر کاربردها: سلولز را می‌توان به صفحات نازک و شفاف سلفون تبدیل کرد. این ماده پایه سلولوئیدی است که تا اواسط دههٔ ۱۹۳۰ برای فیلم‌های عکاسی و تصویربرداری استفاده می‌شد. از سلولز برای تولید پیونده و چسب‌های محلول در آب مانند متیل سلولز و کربوکسی متیل سلولز استفاده می‌شود. از این دو ماده در تولید خمیر کاغذ دیواری استفاده می‌شود. از سلولز همچنین برای ساخت اسفنج‌های آب‌دوست و بسیار جاذب استفاده می‌شود. سلولز مادهٔ خام در ساخت نیتروسلولز (نیترات سلولز) است که در تولید باروت بی‌دود استفاده می‌شود.
- داروها: مشتقات سلولز مانند سلولز میکروکریستالی (MCC) دارای مزایایی چون حفظ آب، تثبیت‌کنندگی و غلیظ‌کنندگی بوده و در تولید قرص‌ها کاربرد دارند.[۲۴]

سلولز همچنین در آزمایشگاه به‌عنوان جزء عمل‌کنندهٔ فاز جامد در کروماتوگرافی لایه‌نازک، استفاده می‌شود.

## سلولز در چاپ سه‌بعدی
سلولز به عنوان فراوان‌ترین پلیمر طبیعی روی زمین، در سال‌های اخیر تحولی چشمگیر در صنعت چاپ سه‌بعدی و ساختارهای دیجیتال ایجاد کرده است. این ماده نه‌تنها به دلیل تجدیدپذیری و سازگاری زیستی، بلکه به خاطر خواص مکانیکی منحصر به فردش، به عنوان جایگزینی پایدار برای پلیمرهای پایه نفتی مورد توجه قرار گرفته است. پیشرفت‌های اخیر نشان می‌دهد که سلولز می‌تواند بسیاری از محدودیت‌های مواد سنتی در چاپ سه‌بعدی را برطرف کند. (منبع: "Cellulose-Based Materials for Additive Manufacturing", Nature Reviews Materials, 2023)

### جایگزینی پلاستیک‌ها
محققان MIT موفق به توسعه جوهرهای چاپ سه‌بعدی مبتنی بر استات سلولز شده‌اند که در دمای اتاق قابل استفاده هستند و نیازی به گرمایش ندارند. این ویژگی از تخریب حرارتی سلولز جلوگیری می‌کند و امکان چاپ سریع‌تر را فراهم می‌سازد. پس از چاپ، با یک فرآیند شیمیایی ساده، استحکام قطعات به سطحی بالاتر از پلاستیک‌های رایج می‌رسد. این فناوری می‌تواند تحولی در صنایع بسته‌بندی و تولید محصولات مصرفی ایجاد کند. (منبع: "Room-Temperature 3D Printing of Cellulose Acetate", Science Advances, 2022)

### نانوکریستال‌های سلولزی
نانوکریستال‌های سلولزی که از هیدرولیز اسیدی الیاف سلولز به دست می‌آیند، استحکامی بیشتر از کِولار دارند. پژوهشگران با ترکیب این نانوکریستال‌ها با پلیمرهای مصنوعی، ژل‌هایی ساخته‌اند که می‌توانند به راحتی چاپ یا قالب‌گیری شوند. این کامپوزیت‌ها با دارا بودن تا ۹۰٪ محتوای سلولزی، استحکامی قابل مقایسه با برخی آلیاژهای آلومینیوم دارند و در عین حال بسیار سبک‌تر هستند. (منبع: "Cellulose Nanocrystal Composites for 3D Printing", Advanced Materials, 2023)

### کاربردهای پزشکی سلولز در چاپ سه‌بعدی
در حوزه پزشکی، سلولز کاربردهای نوآورانه‌ای پیدا کرده است. با افزودن رنگدانه‌های ضد باکتری به جوهر استات سلولز، می‌توان ابزارهای جراحی چاپ کرد که تحت نور فلورسنت باکتری‌ها را از بین می‌برند. همچنین نانوکریستال‌های سلولزی در ترکیب با پلیمرها امکان تولید ایمپلنت‌های دندانی با استحکام و زیست‌سازگاری بالا را فراهم کرده‌اند که قادرند ساختار پیچیده دندان را تقلید کنند. (منبع: "Medical Applications of 3D Printed Cellulose", Biomaterials Science, 2023)

### مزایای زیست‌محیطی و اقتصادی
چاپ سه‌بعدی با سلولز در مقایسه با روش‌های سنتی تولید، ضایعات بسیار کمتری ایجاد می‌کند. همچنین امکان بازیافت حلال‌های استفاده‌شده در فرآیند چاپ، این روش را به یکی از پایدارترین فناوری‌های تولید تبدیل کرده است. از نظر اقتصادی نیز سلولز به دلیل قیمت پایین و فراوانی، گزینه‌ای مقرون‌به‌صرفه محسوب می‌شود. (منبع: "Environmental Impact of Cellulose-Based 3D Printing", Green Chemistry, 2023)

### چالش‌ها
اگرچه سلولز پتانسیل بالایی دارد، اما چالش‌هایی مانند انقباض قطعات پس از چاپ و حساسیت به رطوبت هنوز وجود دارد. محققان در حال توسعه روش‌هایی مانند اصلاح شیمیایی یا افزودن نانوذرات برای رفع این مشکلات هستند. استفاده از نانوالیاف ابریشم در جوهرهای سلولزی یکی از راهکارهای امیدوارکننده برای بهبود ویسکوزیته بدون آسیب به ساختار سلولز است. (منبع: "Challenges in Cellulose-Based 3D Printing", ACS Applied Materials & Interfaces, 2023)